# Oeax ugandae
Oeax ugandae är en skalbaggsart som först beskrevs av Stefan von Breuning 1971.  Oeax ugandae ingår i släktet Oeax och familjen långhorningar. Inga underarter finns listade i Catalogue of Life.